# Ferdinand Becker (Maler)

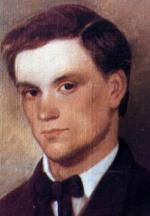
Ferdinand Becker

Joseph Ferdinand Becker (* 2. Juli 1846 in Gonsenheim; † 21. August 1877 in München), auch bekannt als der „Maler Becker“, war ein Maler von Heiligenbildnissen und Märchenszenen im 19. Jahrhundert.

## Leben
Der Vater Ferdinand Beckers führte in dem rheinhessischen Dorf Gonsenheim bei Mainz die Wirtschaft „Zum goldenen Stern“. Als eines Tages der vierjährige Ferdinand mit Kreide eine Jagdszene an die Wand der Wirtsstube malte, zeigte sich ein Gast, der Kunstkenner war, sehr beeindruckt von dem Gemälde des Jungen.
Nach Beendigung der Volksschule im Jahre 1860 wollte Ferdinand sich in der Malerei ausbilden lassen, doch sein Vater hinderte ihn daran, da er unbeirrbar die Ansicht vertrat: „Mein Sohn kann von der Malerkunst nicht leben“. Bei Fuhrwerkern fand der junge Ferdinand eine Beschäftigung, die darin bestand, Wagen mit Steinen zu beladen und ihnen zu Fuß zu folgen, um am Bestimmungsort die Steine wieder abzuladen. Nachts aber malte er heimlich auf seinem Zimmer.

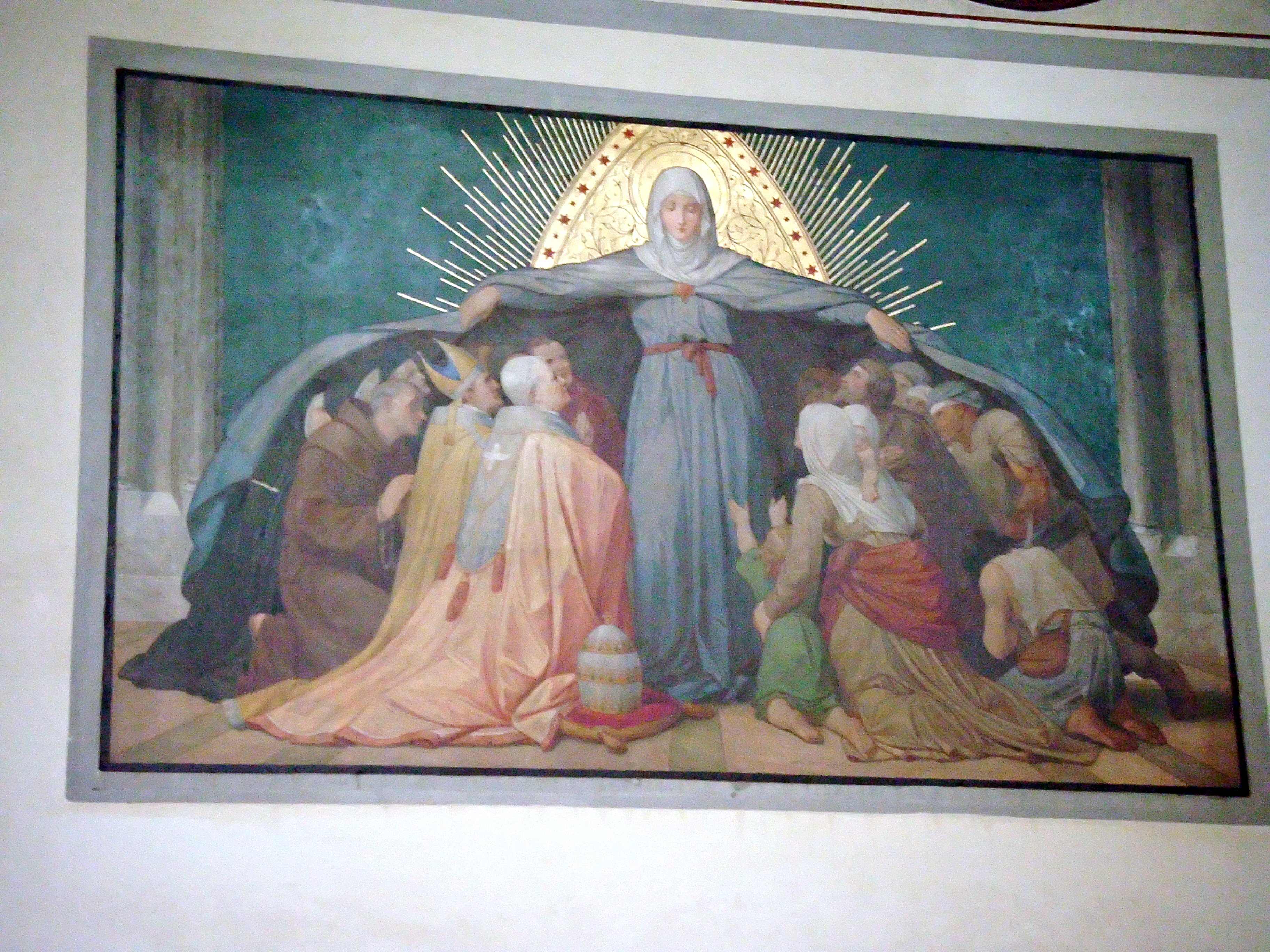
Schloss Löwenstein, Kleinheubach, Schutzmantelmadonna von Ferdinand Becker in der fürstlichen Hauskapelle

Der Maler August Gustav Lasinsky, der in den 1860er Jahren an Kirchen in Mainz arbeitete, erkannte schließlich das künstlerische Talent Ferdinand Beckers und bildete ihn aus. Von 1865 bis 1868 restaurierte Lasinsky zusammen mit seinem Schüler Becker die Mainzer Pfarrkirche St. Ignaz. Von Beckers Kunstfertigkeit beeindruckt, vermittelte Lasinsky den jungen Maler zur weiteren Ausbildung an Professor Eduard Jakob von Steinle am Städelschen Kunstinstitut zu Frankfurt am Main. An diesem Institut hielt sich Ferdinand Becker vom 19. November 1868 bis zum 30. April 1877 auf, und in diesem Zeitraum entstanden auch die meisten seiner Werke.
Zusammen mit Steinle und Leopold Bode malte er u. a. die fürstliche Hauskapelle auf Schloss Löwenstein in Kleinheubach aus, wobei die Bilder an den Seitenwänden und die Heiligenmedaillons von Becker, die Hauptgemälde an der Altarwand von seinem Lehrmeister stammen. Auf dem dortigen Gemälde einer Schutzmantelmadonna sind links unter dem Mantel Papst Pius IX. und daneben der Mainzer Bischof Wilhelm Emmanuel von Ketteler dargestellt.
Sein wohl bekanntestes Gemälde ist Die Rolandsknappen, ein Aquarellzyklus aus 5 Bildern in einem Rahmen; Die Rolandsknappen wurde durch Ausstellungen in Frankfurt, Berlin und Gonsenheim berühmt und fand überall großen Zuspruch. Zusammen mit der Stadt Mainz erwarb der Mainzer Kunstverein dieses Bild für 4.000 Mark. Es befindet sich heute als Zeugnis nazarenischer Kunst im Bestand des Landesmuseums Mainz.

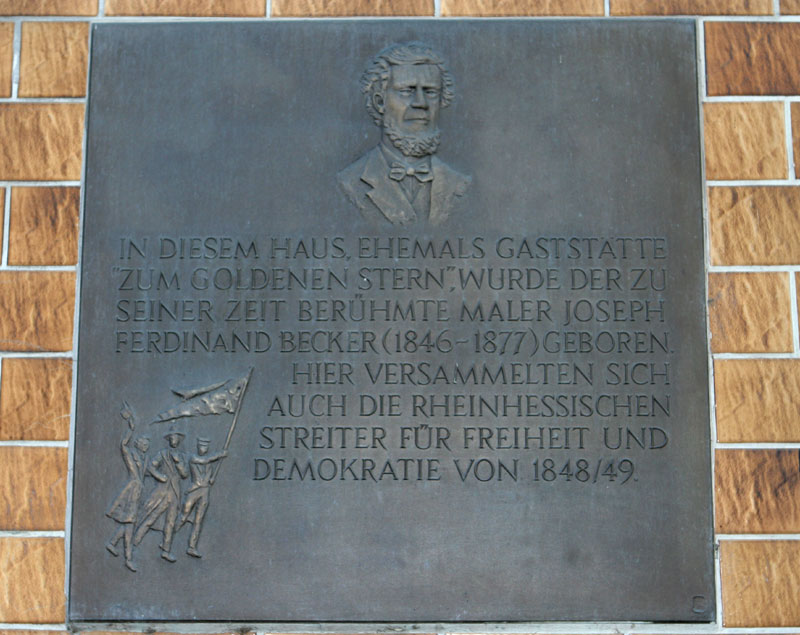
Gedenktafel in Mainz-Gonsenheim

Durch den Erfolg seiner Rolandsknappen in Kunstkreisen bekannt geworden, erhielt Ferdinand Becker von einem Kunsthändler in München den Auftrag über zwei größere Werke. Ende April 1877 reiste der Maler Becker nach München, wo er in den folgenden Monaten für diesen Auftrag seine Studien in der Natur vornahm. Anfang August 1877 erkrankte er ernsthaft und wurde in ein Münchener Krankenhaus eingewiesen; dort besserte sich sein Gesundheitszustand zunächst, verschlechterte sich dann aber binnen kurzem drastisch. Am 21. August 1877 verstarb Ferdinand Becker in München am Typhusfieber. Sein Leichnam wurde an seinen Geburtsort überführt und auf dem alten Gonsenheimer Friedhof, heute Pfarrer-Grimm-Anlage, beigesetzt. Sein Grabdenkmal wurde später auf den Gonsenheimer Waldfriedhof transloziert.
In Mainz-Gonsenheim sind ein Straßenzug und eine Schule nach Ferdinand Becker benannt, die Maler-Becker-Straße und die Maler-Becker-Schule.

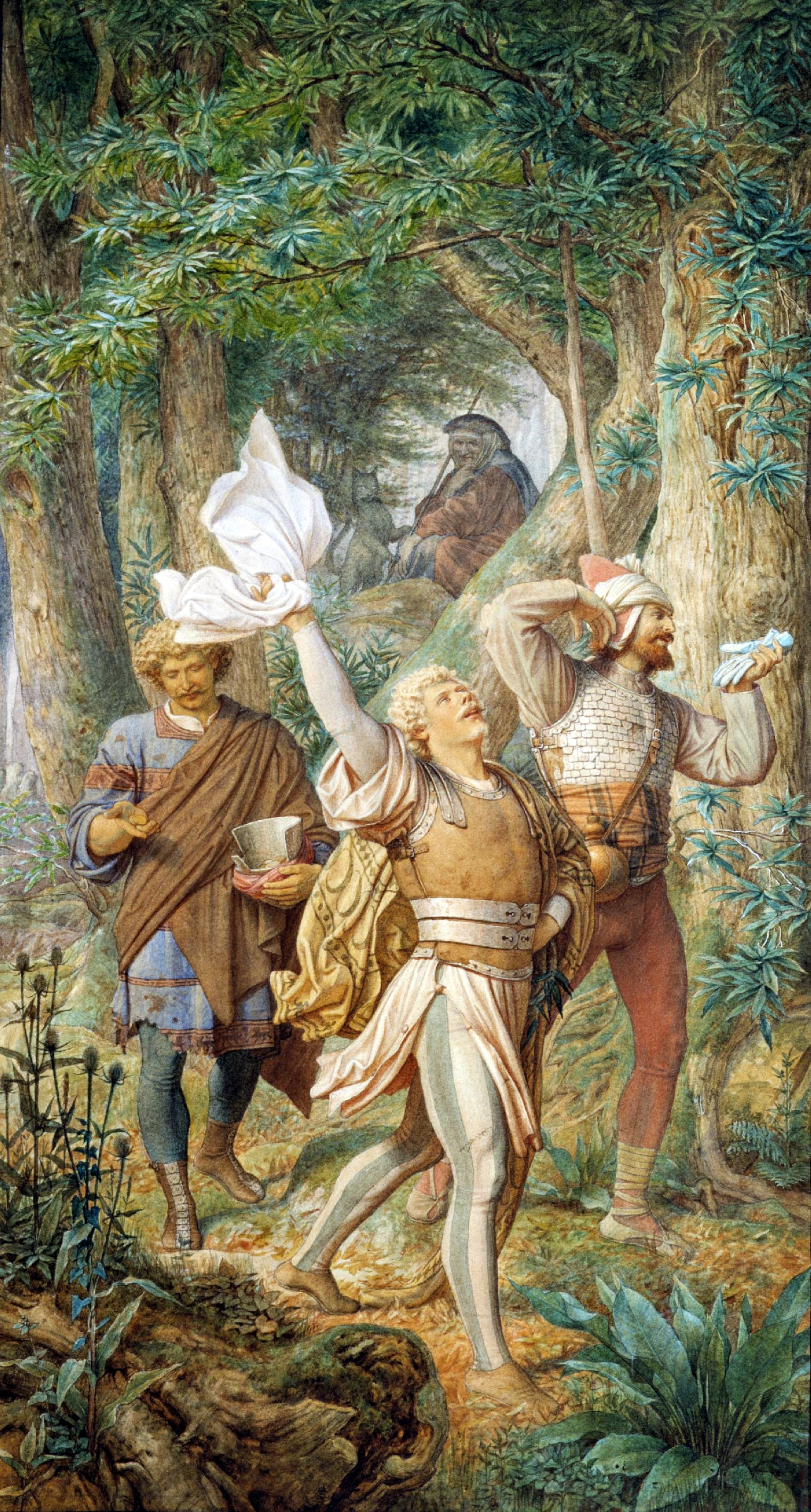
Die Rolandsknappen mit Geschenken, 1876

## Werke
- St. Pankratius im Kerker, Ölgemälde
- Rübezahl, Marktweiber erschreckend (1869–1870), Ölgemälde
- Die heilige Jungfrau mit dem Jesuskinde (1870), Ölgemälde
- Der heilige Vitus (1870), Ölgemälde
- Brustbilder von Heiligen (1870–1871), Wandgemälde in der Kapelle des Fürsten Löwenstein in Klein-Heubach am Main
- Friedrich mit der gebissenen Wange (Ende 1871 – Anfang 1872)
- Das Altarbild in der Kirche St. Peter zu Mainz (1872),
- Weitere Bildnisse von Heiligen in Schloss Löwenstein Kleinheubach (1873), Wandgemälde
- Frauenlob in Mainz (1873), Ölgemälde
- Brüderchen und Schwesterchen (1873–1874) nach dem Märchen der Brüder Grimm
- Der Jude im Dorn (1874–1875) nach dem Märchen der Brüder Grimm
- Die Rolandsknappen (1876) nach dem Märchen Rolands Knappen von Johann Karl August Musäus

## Galerie

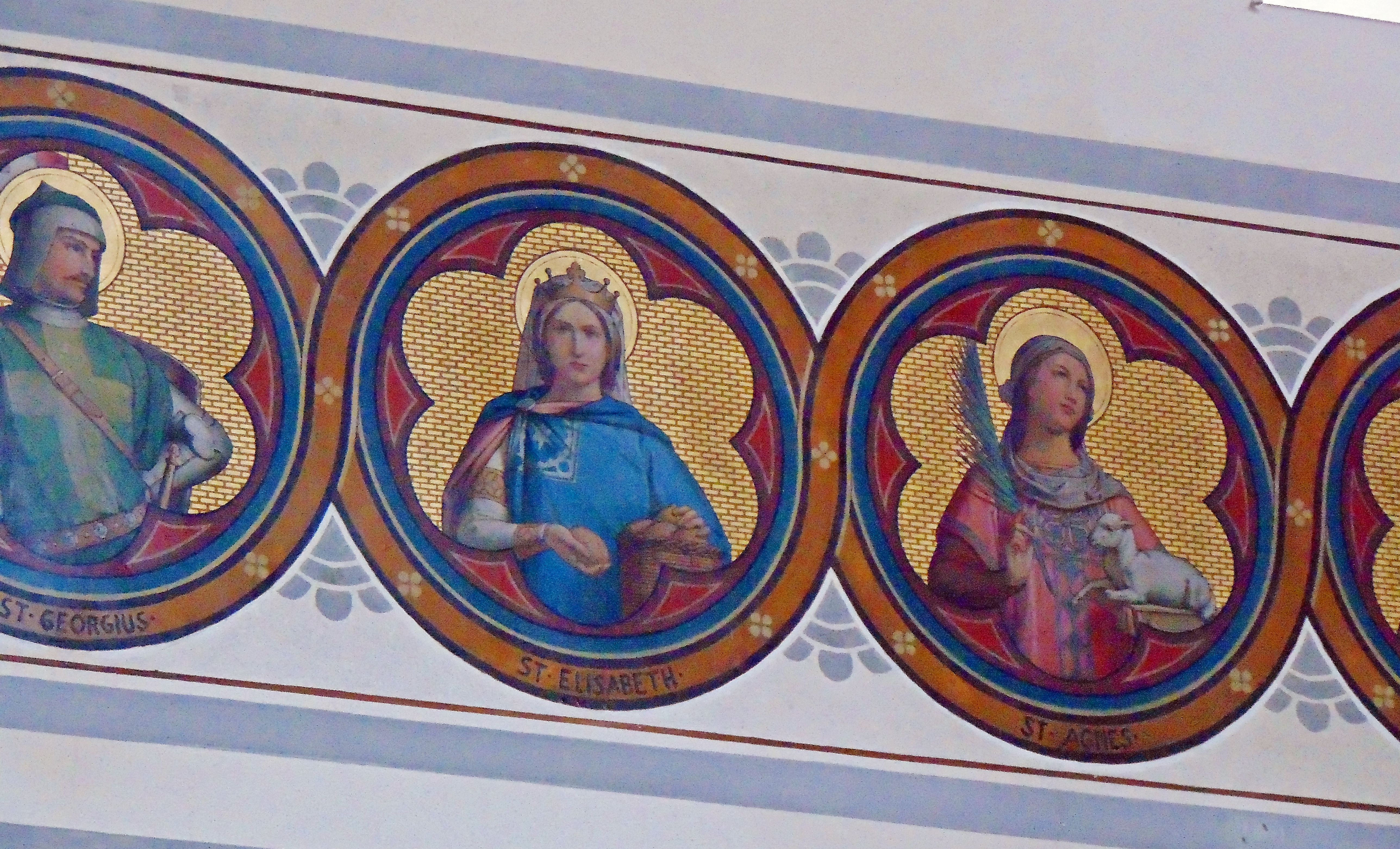
Heiligenmedaillons von Ferdinand Becker in der Kapelle von Schloss Löwenstein, Kleinheubach
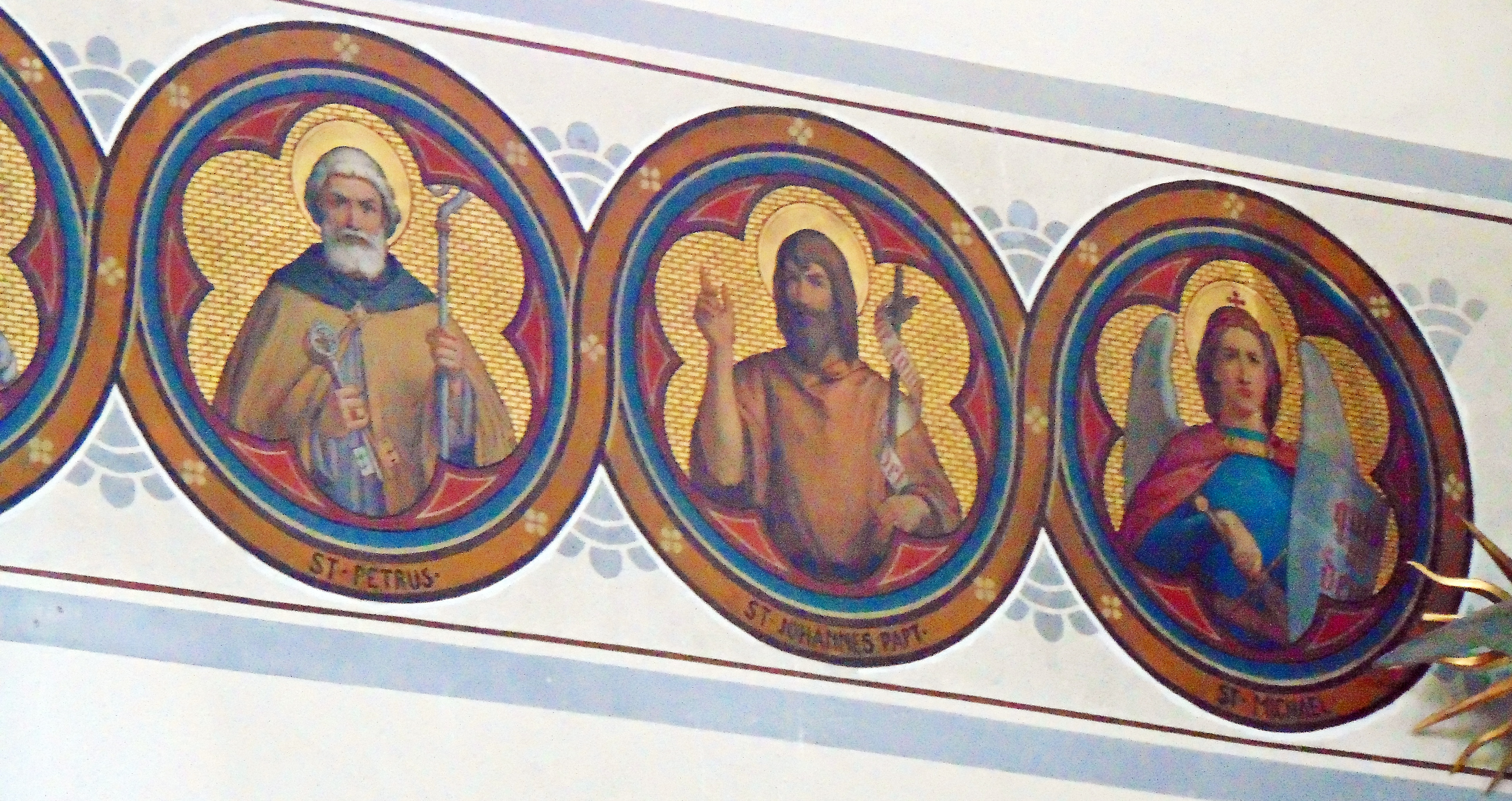
Heiligenmedaillons von Ferdinand Becker in der Kapelle von Schloss Löwenstein
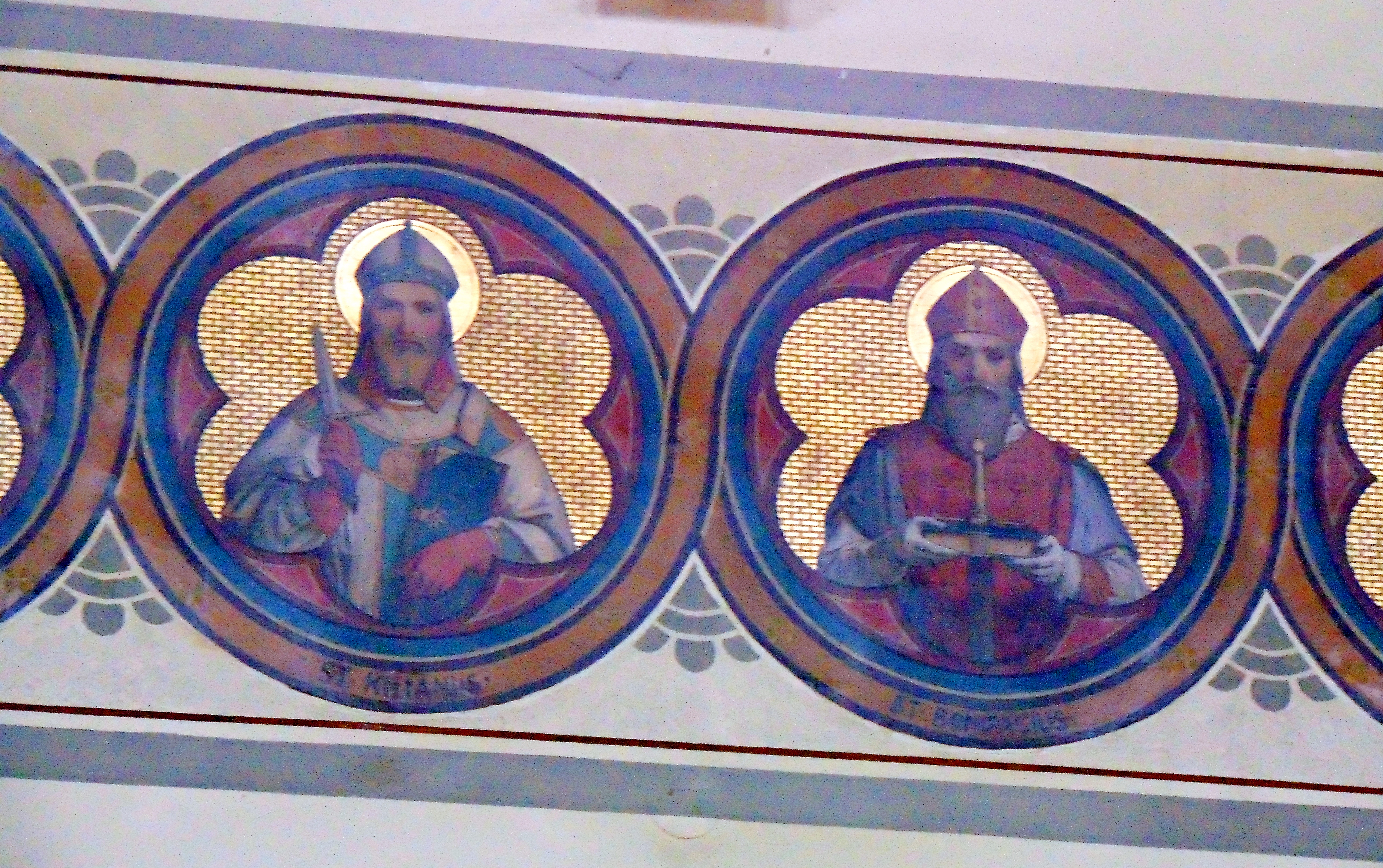
Heiligenmedaillons von Ferdinand Becker in der Kapelle von Schloss Löwenstein

| Personendaten    | Personendaten                                            |
| ---------------- | -------------------------------------------------------- |
| NAME             | Becker, Ferdinand                                        |
| ALTERNATIVNAMEN  | Becker, Joseph Ferdinand (vollständiger Name)            |
| KURZBESCHREIBUNG | deutscher Maler von Heiligenbildnissen und Märchenszenen |
| GEBURTSDATUM     | 2. Juli 1846                                             |
| GEBURTSORT       | Gonsenheim                                               |
| STERBEDATUM      | 21. August 1877                                          |
| STERBEORT        | München                                                  |